# زانابزار جونیور
زانابزار (نام علمی: Zanabazar)، سرده‌ای از دایناسورهای والانه‌دندان بزرگ است که در دوره کرتاسه پسین و در مغولستان می‌زیسته است. این خزنده یکی از بزرگترین جانوران در دسته والانه‌دندانیان محسوب می شود. تنها گونه یافت شده از آن تاکنون زانابزار جونیور نام دارد.